# Eugène van Nijverseel
Eugène van Nijverseel dit Evany, né le 11 novembre 1910 et mort le 29 janvier 1984, est un auteur de bande dessinée, illustrateur et un peintre belge, connu comme premier collaborateur d'Hergé et directeur artistique du Journal de Tintin.

## Biographie
Eugène van Nijverseel naît le 11 novembre 1910,.

### Aux côtés d'Hergé
C'est à l'âge de dix-huit ans qu'il entre au Le Petit Vingtième, le supplément jeunesse du journal catholique conservateur Le Vingtième Siècle. Débutant en janvier 1929 comme garçon de courses, il devient rapidement en quelques mois l'assistant d'Hergé. À partir du mois d’avril 1929, Hergé débordé de travail, souhaite pouvoir se décharger des travaux les plus fastidieux (encrage des aplats, couper, coller…) et il obtient finalement de l’abbé Wallez un collaborateur en la personne d'Eugène van Nijverseel. Entre 1929 et 1931, il signe les épisodes des feuilletons Tintin au pays des Soviets (1929) et Tintin au Congo (1930), ainsi que des gags avec les deux garnements Quick et Flupke. Il réalise également des illustrations de couverture et assure la mise en page des numéros du Petit Vingtième. Il chine souvent au marché aux puces de Bruxelles, à la recherche de vieux magazines de bande dessinée français dans lesquels il puise certains dessins afin de replacement dans Le Petit Vingtième, comme matériau de remplissage gratuit. Par ailleurs, Evany reprend le personnage de Totor d'Hergé dans Le Boy-scout belge, avec lequel il réalise une nouvelle série de cinq pages de gags sous le titre Les Mémoires de Totor, C. P. des Hannetons de février à juillet 1930.  De ce fait, Totor est le seul héros d'Hergé à avoir vécu une seconde vie sous la plume d'un autre dessinateur. En 1931, Evany quitte Le Petit Vingtième pour accomplir son service militaire.

### Bonne Presse
Pendant sa conscription, il crée sa propre série Zim et Boum en 1931 pour laquelle il réalise seul un récit à suivre de 52 pages, qui paraît dans le magazine catholique pour enfants Petits Belges ainsi que dans son édition flamande Zonneland, tous deux publiés par Bonne Presse à Averbode. Puis, il continue à réaliser des pages de gags et des récits illustrés traditionnels pour ces deux magazines jusqu'en 1937. Un album Zim et Boum est publié aux éditions Bonne Presse en 1936. Selon le BDM Trésors de la bande dessinée, le style est très influencé par Hergé. Pendant la Seconde Guerre mondiale, il illustre notamment l'ouvrage Sainte beauté de l'écrivain Jean Libert, ainsi que Les Billets de Jean de la Lune en 1943.

### PourTintin
À la création du journal Tintin créé par l'éditeur Raymond Leblanc et Hergé en septembre 1946, Evany retourne travailler pour son vieil ami. Jusqu'au début des années 1970, il est directeur artistique du Studio Lombard, le studio artistique de l'éditeur qui réalise la mise en page de l'hebdomadaire et assure les illustrations éditoriales. En outre, il illustre deux contes dont un de Jean Ray. Il prend sous son aile les nouveaux talents dont François Craenhals, Fred Funcken, Raymond Macherot et Tibet. Lors du 20e anniversaire du journal, une immense caricature le représentant en pied est placée dans l'escalier de l'immeuble du journal et il fait l'objet d'un reportage aux côtés de Mazel dans la rubrique Tintin était là dans le no 39 de 1966.

### Un Opéra de papier
Son amitié avec Edgar P. Jacobs le mène à collaborer à ses mémoires dans l'ouvrage Un Opéra de papier (1981). Jacobs et Evany font la maquette. Une entreprise qui selon Pierre Lebedel ne fut pas une entreprise facile à mener à son terme. « Evany contretypa tous les documents [...] un par un dans sa salle de bain qu'il avait transformée en studio photo [...] ».
Parallèlement, il est également actif en tant que peintre pendant la majeure partie de sa carrière. On lui doit notamment le portrait de Tania Vandesande de la librairie Pepperland qu'il a offert à Raymond Macherot.
Il meurt le 29 janvier 1984, à l'âge de 73 ans.

## Œuvres

### Publications

#### Albums de bande dessinée
- Zim et Boum[14], Bonne Presse, Averbode, 1936
Scénario et dessin : Evany - Couleurs : noir et blanc, (OCLC 469451736)

#### Illustrations
- Sainte beauté[8], textes de Jean Libert, Bruxelles, Les Écrits, 1943 (OCLC 902212968).
- Billets[9], textes de Jean de la Lune, Bruxelles, Éditions de la Toison d'Or, 1943 (OCLC 1400642563)

#### Peintures
- Huile sur toile figurant rue, 49,5 × 65 cm, ancienne collection Monsieur Guy Vacquez, artiste sculpteur et famillier de Bonaventure Fieullien[15].
- Huile sur panneau figurant de village de Regniowez, 1971, 30 × 40 cm, ancienne collection Monsieur Guy Vacquez, artiste sculpteur et famillier de B. Fieullien[16].

#### Livres
- Danny De Laet et Yves Varende, Au-delà du septième art : histoire de la bande dessinée belge, Bruxelles, Ministère des affaires étrangères, du commerce extérieur et de la coopération au développement, coll. « Chroniques belges » (no 322), 1979, 302 p., ill. ; 22 cm (OCLC 301693218, lire en ligne).
- Jean-Louis Lechat, Un demi-siècle d’aventures t. 1 : 1946 - 1969, Bruxelles, Le Lombard, 19 septembre 1996, 238 p., ill. ; 31 cm (ISBN 9782803612154 et 2-8036-1215-1, OCLC 300125239, présentation en ligne), p. 46, 49, 60, 67, 69, 72, 113.
- Jacques Fiérain, « Evany », dans La BD à Bruxelles et en Brabant, Charleroi, Éd. l'Âge d'or, avril 2003, 144 p., ill. ; 31 cm (ISBN 9782960119664 et 2960119665, OCLC 470388171, présentation en ligne), p. 49.
- Philippe Mellot, Michel Denni, Laurent Turpin et Isabelle Morzadec, Trésors de la bande dessinée : BDM 2023-2024 - Catalogue encyclopédique et Argus, Paris, Les Arènes, novembre 2022, 23e éd., 1677 p., ill. ; 23 cm (ISBN 9791037507280, OCLC 1351462460, présentation en ligne), p. 1486.

#### Périodiques
- Lewis, « Remember Evany », Hop !, Aurillac, AEMEGBD, no 46,‎ juillet 1989 (ISSN 0768-9357).